# ربکا استوت
ربکا استوت (انگلیسی: Rebekah Stott؛ زادهٔ ۱۷ ژوئن ۱۹۹۳) بازیکن فوتبال اهل نیوزیلند است.
از باشگاه‌هایی که در آن بازی کرده‌است می‌توان به باشگاه فوتبال بریزبن رور، بریزبن رور، اس‌سی سند، و باشگاه فوتبال ملبورن ویکتوری اشاره کرد.
وی همچنین در تیم‌های ملی فوتبال زیر 17 سال زنان استرالیا, تیم ملی فوتبال زیر 20 سال زنان استرالیا و زنان نیوزیلند بازی کرده‌است.